# FC Rot-Weiss Erfurt
Maillots
Actualités
Le FC Rot-Weiß Erfurt est un club de football allemand basé à Erfurt.
En janvier 1900, le SC Erfurt 1895 fut un des fondateurs de la Fédération allemande de football (DFB).

## Historique
- 1895 - fondation du club sous la dénomination de SPORT-CLUB ERFURT
- 1945 - dissolution par les Alliés
- 1946 - reconstitution sous le nom de SPORTGEMEINSCHAFT ERFURT-WEST
- 1948 - le club fut renommé SPORTGEMEINSCHAFT FORTUNA ERFURT
- 1949 - le club fut renommé BETRIEBSPORTGEMEINSCHAFT KOMMUNALE WIRTSCHAFTSUNTERNEHMEN (KWU) ERFURT
- 1949 - 1e participation à la DDR-Oberliga.
- 1950 - le club fut renommé BETRIEBSPORTGEMEINSCHAFT TURBINE ERFURT
- 1955 - le club fut renommé SPORT-CLUB TURBINE ERFURT
- 1966 - 26/01/1966, la section football du SPORT-CLUB TURBINE ERFURT devint un club de football indépendant de toute autre entité et fut renommée FUSSBALL CLUB ROT-WEISS ERFURT
- 1991 - 1e participation à une Coupe d'Europe (C3, saison 1991/92)

## Palmarès
- Coupe de RDA : 
  - Finaliste : 1950

## Personnalités du club

### Entraîneurs
- 1988-1989 :  Wilfried Gröbner

### Joueurs
- Thomas Linke
- Rüdiger Schnuphase
- Martin Busse
- Ilia Grouev
- Steve Gohouri